# نناد پرالیا
نناد پرالیا (کرواتی: Nenad Pralija؛ زادهٔ ۱۱ دسامبر ۱۹۷۰) بازیکن فوتبال اهل کرواسی بود.
از باشگاه‌هایی که در آن بازی کرده‌است می‌توان به باشگاه فوتبال مکابی حیفا، باشگاه فوتبال هایدوک اسپلیت، باشگاه فوتبال اسپلیت، باشگاه فوتبال اسپانیول، و باشگاه فوتبال رجینا اشاره کرد.
وی همچنین در تیم‌های ملی فوتبال زیر ۲۱ سال کرواسی و کرواسی بازی کرده‌است.